# Premier prowincji Kanady
Premier rządu prowincjonalnego lub terytorialnego w Kanadzie jest szefem gabinetu rządowego. Ma szeroką władzę wykonawczą oraz zasadniczy wpływ na władzę ustawodawczą, skoro większość w parlamencie prowincjonalnym posiada partia, na której czele stoi. Pozwala mu to na prowadzenie efektywnej polityki. Premierem zostaje lider partii zdobywającej większość w wyborach parlamentarnych. Jeśli z jakichś powodów, w trakcie kadencji parlamentu zmieni się lider partii, następuje automatyczna zmiana na stanowisku premiera.

## Premierzy poszczególnych prowincji

### Alberta
| Nazwisko                | Przynależność partyjna                    | Rok objęcia urzędu | Rok złożenia urzędu |
| ----------------------- | ----------------------------------------- | ------------------ | ------------------- |
| Alexander C. Rutherford | Liberal Party of Alberta                  | 1905               | 1910                |
| Arthur L. Sifton        | Liberal Party of Alberta                  | 1910               | 1917                |
| Charles Stewart         | Liberal Party of Alberta                  | 1917               | 1921                |
| Herbert Greenfield      | United Farmers of Alberta                 | 1921               | 1925                |
| John E. Brownlee        | United Farmers of Alberta                 | 1925               | 1934                |
| Richard G. Reid         | United Farmers of Alberta                 | 1934               | 1935                |
| William Aberhart        | Alberta Social Credit Party               | 1935               | 1943                |
| Ernest C. Manning       | Alberta Social Credit Party               | 1943               | 1968                |
| Harry E. Strom          | Alberta Social Credit Party               | 1968               | 1971                |
| E. Peter Lougheed       | Progressive Conservative Party of Alberta | 1971               | 1985                |
| Donald R. Getty         | Progressive Conservative Party of Alberta | 1985               | 1992                |
| Ralph Klein             | Progressive Conservative Party of Alberta | 1992               | 2006                |
| Ed Stelmach             | Progressive Conservative Party of Alberta | 2006               |                     |

### Kolumbia Brytyjska
| Nazwisko                      | Przynależność partyjna    | Rok objęcia urzędu | Rok złożenia urzędu |
| ----------------------------- | ------------------------- | ------------------ | ------------------- |
| John Foster McCreight         |                           | 1871               | 1872                |
| Amor De Cosmos                |                           | 1872               | 1874                |
| George Anthony Walkem         |                           | 1874               | 1876                |
| Andrew Charles Elliott        |                           | 1876               | 1878                |
| George Anthony Walkem         |                           | 1878               | 1882                |
| Robert Beaven                 |                           | 1882               | 1883                |
| William Smithe                |                           | 1882               | 1887                |
| Alexander Edmund Batson Davie |                           | 1887               | 1889                |
| John Robson                   |                           | 1889               | 1892                |
| Theodore Davie                |                           | 1892               | 1895                |
| John Herbert Turner           |                           | 1895               | 1898                |
| Charles Augustus Semlin       |                           | 1898               | 1900                |
| Joseph Martin                 |                           | 1900               | 1900                |
| James Dunsmuir                |                           | 1900               | 1902                |
| Edward Gawler Prior           |                           | 1902               | 1903                |
| Richard McBride               | Partia Konserwatywna      | 1903               | 1915                |
| William John Bowser           | Partia Konserwatywna      | 1915               | 1916                |
| Harlan Carey Brewster         | Partia Liberalna          | 1916               | 1918                |
| John Oliver                   | Partia Liberalna          | 1918               | 1927                |
| John Duncan MacLean           | Partia Liberalna          | 1927               | 1928                |
| Simon Fraser Tolmie           | Partia Konserwatywna      | 1928               | 1933                |
| Thomas Dufferin Pattullo      | Partia Liberalna          | 1933               | 1941                |
| John Hart                     | koalicja                  | 1941               | 1947                |
| Byron Ingemar Johnson         | koalicja                  | 1947               | 1952                |
| William Andrew Bennett        | Kredyt Społeczny          | 1952               | 1972                |
| David Barrett                 | Nowa Demokratyczna Partia | 1972               | 1975                |
| William Richards Bennett      | Kredyt Społeczny          | 1975               | 1986                |
| William N. Vander Zalm        | Kredyt Społeczny          | 1986               | 1991                |
| Rita Johnston                 | Kredyt Społeczny          | 1991               | 1991                |
| Michael Harcourt              | Nowa Demokratyczna Partia | 1991               | 1996                |
| Glen Clark                    | Nowa Demokratyczna Partia | 1996               | 1999                |
| Dan Miller                    | Nowa Demokratyczna Partia | 1999               | 2000                |
| Ujjal Dosanjh                 | Nowa Demokratyczna Partia | 2000               | 2001                |
| Gordon Muir Campbell          | Partia Liberalna          | 2001               |                     |

### Manitoba
| Nazwisko            | Przynależność partyjna           | Rok objęcia urzędu | Rok złożenia urzędu |
| ------------------- | -------------------------------- | ------------------ | ------------------- |
| Alfred Boyd         |                                  | 1870               | 1870                |
| Marc-Amable Girard  | Partia Konserwatywna             | 1870               | 1872                |
| Henry Hynes Clark   |                                  | 1872               | 1874                |
| Marc-Amable Girard  | Partia Konserwatywna             | 1874               | 1874                |
| Robert A. Davis     |                                  | 1874               | 1878                |
| John Norquay        | Partia Konserwatywna             | 1878               | 1887                |
| David H. Harrison   | Partia Konserwatywna             | 1887               | 1888                |
| Thomas Greenway     | Partia Liberalna                 | 1888               | 1900                |
| Hugh John MacDonald | Partia Konserwatywna             | 1900               | 1900                |
| Rodmond P. Roblin   | Partia Konserwatywna             | 1900               | 1915                |
| Tobias C. Norris    | Partia Liberalna                 | 1915               | 1922                |
| John Bracken        | Partia Progresywno-Konserwatywna | 1922               | 1943                |
| Stuart S. Garson    | Partia Progresywno-Konserwatywna | 1943               | 1948                |
| Douglas L. Campbell | Partia Progresywno-Konserwatywna | 1948               | 1958                |
| Dufferin Roblin     | Partia Progresywno-Konserwatywna | 1958               | 1967                |
| Walter Weir         | Partia Progresywno-Konserwatywna | 1967               | 1969                |
| Edward Schreyer     | Nowa Demokratyczna Partia Kanady | 1969               | 1977                |
| Sterling Lyon       | Partia Progresywno-Konserwatywna | 1977               | 1981                |
| Howard Pawley       | Nowa Demokratyczna Partia Kanady | 1981               | 1988                |
| Gary Filmon         | Partia Progresywno-Konserwatywna | 1988               | 1999                |
| Gary Doer           | Nowa Demokratyczna Partia Kanady | 1999               |                     |

### Nowy Brunszwik
| Nazwisko                                        | Przynależność partyjna                          | Rok objęcia urzędu                              | Rok złożenia urzędu                             |
| Premierzy samorządnej kolonii Nowego Brunszwiku | Premierzy samorządnej kolonii Nowego Brunszwiku | Premierzy samorządnej kolonii Nowego Brunszwiku | Premierzy samorządnej kolonii Nowego Brunszwiku |
| ----------------------------------------------- | ----------------------------------------------- | ----------------------------------------------- | ----------------------------------------------- |
| Richard Fisher                                  | Liberalna Partia Nowego Brunszwiku              | 1854                                            | 1857                                            |
| Edward Barron Chandler                          | Konserwatywna Partia Nowego Brunszwiku          | 1857                                            | 1861                                            |
| Richard Fisher                                  | Liberalna Partia Nowego Brunszwiku              | 1861                                            | 1865                                            |
| Samuel Leonard Tilley                           | Liberalna Partia Nowego Brunszwiku              | 1865                                            | 1866                                            |
| Albert J. Smith                                 | Konserwatywna Partia Nowego Brunszwiku          | 1866                                            | 1866                                            |
| Peter Mitchell                                  | Konfederacyjna Partia Nowego Brunszwiku         | 1866                                            | 1867                                            |
| Premierzy Prowincji Nowego Brunszwiku           |                                                 |                                                 |                                                 |
| Andrew R. Wetmore                               | Konfederacyjna Partia Nowego Brunszwiku         | 1867                                            | 1870                                            |
| George E. King                                  | Konserwatywna Partia Nowego Brunszwiku          | 1870                                            | 1871                                            |
| George L. Hathaway                              | Konserwatywna Partia Nowego Brunszwiku          | 1871                                            | 1872                                            |
| George E. King                                  | Konserwatywna Partia Nowego Brunszwiku          | 1872                                            | 1878                                            |
| James J. Fraser                                 | Konserwatywna Partia Nowego Brunszwiku          | 1878                                            | 1882                                            |
| Daniel L. Hanington                             | Konserwatywna Partia Nowego Brunszwiku          | 1882                                            | 1883                                            |
| Andrew G. Blair                                 | Liberalna Partia Nowego Brunszwiku              | 1883                                            | 1896                                            |
| James Mitchell                                  | Liberalna Partia Nowego Brunszwiku              | 1896                                            | 1897                                            |
| Henry R. Emmerson                               | Liberalna Partia Nowego Brunszwiku              | 1897                                            | 1900                                            |
| Lemuel J. Tweedie                               | Liberalna Partia Nowego Brunszwiku              | 1900                                            | 1907                                            |
| William Pugsley                                 | Liberalna Partia Nowego Brunszwiku              | 1907                                            | 1907                                            |
| Clifford W. Robinson                            | Liberalna Partia Nowego Brunszwiku              | 1907                                            | 1908                                            |
| John Douglas Hazen                              | Konserwatywna Partia Nowego Brunszwiku          | 1908                                            | 1911                                            |
| James Kidd Flemming                             | Konserwatywna Partia Nowego Brunszwiku          | 1911                                            | 1914                                            |
| George J. Clark                                 | Konserwatywna Partia Nowego Brunszwiku          | 1914                                            | 1917                                            |
| James A. Murray                                 | Konserwatywna Partia Nowego Brunszwiku          | 1917                                            | 1917                                            |
| Walter E. Foster                                | Liberalna Partia Nowego Brunszwiku              | 1917                                            | 1923                                            |
| Peter J. Veniot                                 | Liberalna Partia Nowego Brunszwiku              | 1923                                            | 1925                                            |
| John B. M. Baxter                               | Konserwatywna Partia Nowego Brunszwiku          | 1925                                            | 1931                                            |
| Charles D. Richards                             | Konserwatywna Partia Nowego Brunszwiku          | 1931                                            | 1933                                            |
| Leonard P. D. Tilley                            | Konserwatywna Partia Nowego Brunszwiku          | 1933                                            | 1935                                            |
| Allison A. Dysart                               | Liberalna Partia Nowego Brunszwiku              | 1935                                            | 1940                                            |
| John B. McNair                                  | Liberalna Partia Nowego Brunszwiku              | 1940                                            | 1952                                            |
| Hugh John Flemming                              | Konserwatywna Partia Nowego Brunszwiku          | 1952                                            | 1960                                            |
| Louis Joseph Robichaud                          | Liberalna Partia Nowego Brunszwiku              | 1960                                            | 1970                                            |
| Richard Bennett Hatfield                        | Konserwatywna Partia Nowego Brunszwiku          | 1970                                            | 1987                                            |
| Francis Joseph McKenna                          | Liberalna Partia Nowego Brunszwiku              | 1987                                            | 1997                                            |
| Joseph Raymond Frenette                         | Liberalna Partia Nowego Brunszwiku              | 1997                                            | 1998                                            |
| Camille Thériault                               | Liberalna Partia Nowego Brunszwiku              | 1998                                            | 1999                                            |
| Bernard Lord                                    | Konserwatywna Partia Nowego Brunszwiku          | 1999                                            | 2006                                            |
| Shawn Graham                                    | Liberalna Partia Nowego Brunszwiku              | 2006                                            |                                                 |

### Nowa Fundlandia i Labrador
| Nazwisko | Przynależność partyjna                                      | Rok objęcia urzędu                               | Rok złożenia urzędu                              |
| Premierzy samorządnego Dominium Nowej Fundlandii                                                                 | Premierzy samorządnego Dominium Nowej Fundlandii            | Premierzy samorządnego Dominium Nowej Fundlandii | Premierzy samorządnego Dominium Nowej Fundlandii |
| --- | ----------------------------------------------------------- | ------------------------------------------------ | ------------------------------------------------ |
| Philip Francis Little                                                                                            | Liberalna Partia Nowej Fundlandii i Labradoru               | 1855                                             | 1858                                             |
| John Kent | Liberalna Partia Nowej Fundlandii i Labradoru               | 1858                                             | 1861                                             |
| Hugh W. Hoyles                                                                                                   | Konserwatywna Partia Nowej Fundlandii i Labradoru           | 1861                                             | 1865                                             |
| Frederic Carter                                                                                                  | koalicja                                                    | 1865                                             | 1870                                             |
| Charles Fox Bennett                                                                                              | Partia Antykonfederacyjna                                   | 1870                                             | 1874                                             |
| Frederick Carter                                                                                                 | Konserwatywna Partia Nowej Fundlandii i Labradoru           | 1874                                             | 1878                                             |
| William Whiteway                                                                                                 | Konserwatywna Partia Nowej Fundlandii i Labradoru           | 1878                                             | 1885                                             |
| Robert Thorburn                                                                                                  | Partia Reformatorska                                        | 1885                                             | 1889                                             |
| William Whiteway                                                                                                 | Liberalna Partia Nowej Fundlandii i Labradoru               | 1889                                             | 1894                                             |
| Augustus F. Goodridge                                                                                            | Konserwatywna Partia Nowej Fundlandii i Labradoru           | 1894                                             | 1894                                             |
| Daniel J. Greene                                                                                                 | Liberalna Partia Nowej Fundlandii i Labradoru               | 1894                                             | 1895                                             |
| William Whiteway                                                                                                 | Liberalna Partia Nowej Fundlandii i Labradoru               | 1895                                             | 1897                                             |
| James Spearman Winter                                                                                            | Konserwatywna Partia Nowej Fundlandii i Labradoru           | 1897                                             | 1900                                             |
| Robert Bond | Liberalna Partia Nowej Fundlandii i Labradoru               | 1900                                             | 1909                                             |
| Edward Patrick Morris                                                                                            | Partia Ludowa                                               | 1909                                             | 1917                                             |
| William F. Lloyd                                                                                                 | Liberalna Partia Nowej Fundlandii i Labradoru               | 1918                                             | 1919                                             |
| Michael Patrick Cashin                                                                                           | Partia Liberalno-Progresywna                                | 1919                                             | 1919                                             |
| Richard Squires                                                                                                  | Partia Reformatorska                                        | 1919                                             | 1923                                             |
| William Warren                                                                                                   | Liberalna Partia Nowej Fundlandii i Labradoru               | 1923                                             | 1924                                             |
| Albert Hickman                                                                                                   | Partia Liberalno-Progresywna                                | 1924                                             | 1924                                             |
| Walter Stanley Monroe                                                                                            | Liberalno-Konserwatywna Partia Nowej Fundlandii i Labradoru | 1924                                             | 1928                                             |
| Frederick C. Alderdice                                                                                           | Konserwatywna Partia Nowej Fundlandii i Labradoru           | 1928                                             | 1928                                             |
| Richard Squires                                                                                                  | Liberalna Partia Nowej Fundlandii i Labradoru               | 1928                                             | 1932                                             |
| Frederick C. Alderdice                                                                                           | Zjednoczona Partia Nowej Fundlandii                         | 1932                                             | 1934                                             |
| W związku z ogłoszeniem upadłości przez Nową Fundlandię rządy w Dominium w okresie 1934–1949 sprawował komisarz. |                                                             |                                                  |                                                  |
| Premierzy prowincji Nowej Fundlandii (i Labradoru)                                                               |                                                             |                                                  |                                                  |
| Joseph Smallwood                                                                                                 | Liberalna Partia Nowej Fundlandii i Labradoru               | 1949                                             | 1972                                             |
| Frank D. Moores                                                                                                  | Konserwatywna Partia Nowej Fundlandii i Labradoru           | 1972                                             | 1979                                             |
| A. Brian Peckford                                                                                                | Konserwatywna Partia Nowej Fundlandii i Labradoru           | 1979                                             | 1989                                             |
| Thomas Rideout                                                                                                   | Konserwatywna Partia Nowej Fundlandii i Labradoru           | 1989                                             | 1989                                             |
| Clyde K. Wells                                                                                                   | Liberalna Partia Nowej Fundlandii i Labradoru               | 1989                                             | 1996                                             |
| Brian Tobin | Liberalna Partia Nowej Fundlandii i Labradoru               | 1996                                             | 2000                                             |
| Beaton Tulk | Liberalna Partia Nowej Fundlandii i Labradoru               | 2000                                             | 2001                                             |
| Roger Grimes | Liberalna Partia Nowej Fundlandii i Labradoru               | 2001                                             | 2003                                             |
| Danny Williams                                                                                                   | Konserwatywna Partia Nowej Fundlandii i Labradoru           | 2003                                             |                                                  |

### Nowa Szkocja
| Nazwisko                                      | Przynależność partyjna                        | Rok objęcia urzędu                            | Rok złożenia urzędu                           |
| Premierzy samorządnego Dominium Nowej Szkocji | Premierzy samorządnego Dominium Nowej Szkocji | Premierzy samorządnego Dominium Nowej Szkocji | Premierzy samorządnego Dominium Nowej Szkocji |
| --------------------------------------------- | --------------------------------------------- | --------------------------------------------- | --------------------------------------------- |
| James B. Uniacke                              | Partia Liberalna                              | 1848                                          | 1854                                          |
| William Young                                 | Partia Liberalna                              | 1854                                          | 1857                                          |
| James W. Johnston                             | Partia Konserwatywna                          | 1857                                          | 1860                                          |
| William Young                                 | Partia Liberalna                              | 1860                                          | 1863                                          |
| Joseph Howe                                   | Partia Liberalna                              | 1863                                          | 1864                                          |
| Charles Tupper                                | Konfederacyjna Partia Nowej Szkocji           | 1864                                          | 1867                                          |
| Premierzy Nowej Szkocji                       |                                               |                                               |                                               |
| Hiram Blanchard                               | Partia Konserwatywna                          | 1867                                          | 1867                                          |
| William Annand                                | Antykonfederacyjna Partia Nowej Szkocji       | 1867                                          | 1875                                          |
| Phillip C. Hill                               | Partia Liberalna                              | 1875                                          | 1878                                          |
| Simon H. Holmes                               | Partia Konserwatywna                          | 1878                                          | 1882                                          |
| Sir John Thompson                             | Partia Konserwatywna                          | 1882                                          | 1882                                          |
| William T. Pipes                              | Partia Liberalna                              | 1882                                          | 1884                                          |
| William S. Fielding                           | Partia Liberalna                              | 1884                                          | 1896                                          |
| George H. Murray                              | Partia Liberalna                              | 1896                                          | 1923                                          |
| Ernest N. Armstrong                           | Partia Liberalna                              | 1923                                          | 1925                                          |
| Edgar N. Rhodes                               | Partia Konserwatywna                          | 1925                                          | 1930                                          |
| Gordon S. Harrington                          | Partia Konserwatywna                          | 1930                                          | 1933                                          |
| Angus L. MacDonald                            | Partia Liberalna                              | 1933                                          | 1940                                          |
| Alexander S. MacMillan                        | Partia Liberalna                              | 1940                                          | 1945                                          |
| Angus L. MacDonald                            | Partia Liberalna                              | 1945                                          | 1954                                          |
| Harold Connolly                               | Partia Liberalna                              | 1954                                          | 1954                                          |
| Henry D. Hicks                                | Partia Liberalna                              | 1954                                          | 1956                                          |
| Robert L. Stanfield                           | Partia Konserwatywna                          | 1956                                          | 1967                                          |
| George I. Smith                               | Partia Konserwatywna                          | 1967                                          | 1970                                          |
| Gerald A. Regan                               | Partia Liberalna                              | 1970                                          | 1978                                          |
| John Buchanan                                 | Partia Konserwatywna                          | 1978                                          | 1990                                          |
| Roger Bacon                                   | Partia Konserwatywna                          | 1990                                          | 1991                                          |
| Donald W. Cameron                             | Partia Konserwatywna                          | 1991                                          | 1993                                          |
| John Savage                                   | Partia Liberalna                              | 1993                                          | 1997                                          |
| Russell MacLellan                             | Partia Liberalna                              | 1997                                          | 1999                                          |
| John F. Hamm                                  | Partia Konserwatywna                          | 1999                                          | 2006                                          |
| Rodney MacDonald                              | Partia Konserwatywna                          | 2006                                          |                                               |

### Ontario
| Nazwisko                 | Przynależność partyjna         | Rok objęcia urzędu | Rok złożenia urzędu |
| ------------------------ | ------------------------------ | ------------------ | ------------------- |
| John Sandfield Macdonald | koalicja                       | 1867               | 1871                |
| Edward Blake             | Liberal Party                  | 1871               | 1872                |
| Oliver Mowat             | Liberal Party                  | 1872               | 1896                |
| Arthur Hardy             | Liberal Party                  | 1896               | 1899                |
| George Ross              | Liberal Party                  | 1899               | 1905                |
| James Whitney            | Conservative Party             | 1905               | 1914                |
| William Hearst           | Conservative Party             | 1914               | 1919                |
| Ernest C. Drury          | United Farmers of Canda        | 1919               | 1923                |
| George Ferguson          | Conservative Party             | 1923               | 1930                |
| George Henry             | Conservative Party             | 1930               | 1934                |
| Mitchell Hepburn         | Liberal Party                  | 1934               | 1942                |
| Gordon Conant            | Liberal Party                  | 1942               | 1943                |
| Harry Nixon              | Liberal Party                  | 1943               | 1943                |
| George Drew              | Progressive Conservative Party | 1943               | 1948                |
| Thomas Kennedy           | Progressive Conservative Party | 1948               | 1949                |
| Leslie Frost             | Progressive Conservative Party | 1949               | 1961                |
| John Robarts             | Progressive Conservative Party | 1961               | 1971                |
| William Davis            | Progressive Conservative Party | 1971               | 1985                |
| Frank Miller             | Progressive Conservative Party | 1985               | 1985                |
| David Peterson           | Liberal Party                  | 1985               | 1990                |
| Bob Rae                  | New Democratic Party           | 1990               | 1995                |
| Mike Harris              | Progressive Conservative Party | 1995               | 2002                |
| Ernie Eves               | Progressive Conservative Party | 2002               | 2003                |
| Dalton McGuinty          | Liberal Party                  | 2003               | 2013                |
| Kathleen Wynne           | Liberal Party                  | 2013               |                     |

### Saskatchewan
| Nazwisko              | Przynależność partyjna                         | Rok objęcia urzędu | Rok złożenia urzędu |
| --------------------- | ---------------------------------------------- | ------------------ | ------------------- |
| Thomas Walter Scott   | Liberalna Partia Saskatchewanu                 | 1905               | 1916                |
| William M. Martin     | Liberalna Partia Saskatchewanu                 | 1916               | 1922                |
| Charles A. Dunning    | Liberalna Partia Saskatchewanu                 | 1922               | 1926                |
| James G. Gardiner     | Liberalna Partia Saskatchewanu                 | 1926               | 1929                |
| James T.M. Anderson   | Progresywno-Konserwatywna Partia Saskatchewanu | 1929               | 1934                |
| James G. Gardiner     | Liberalna Partia Saskatchewanu                 | 1934               | 1935                |
| William John Paterson | Liberalna Partia Saskatchewanu                 | 1935               | 1944                |
| Tommy Douglas         | Federacja Wspólnot Spółdzielczych              | 1944               | 1961                |
| Woodrow S. Lloyd      | Nowa Demokratyczna Partia Kanady               | 1961               | 1964                |
| W. Ross Thatcher      | Liberalna Partia Saskatchewanu                 | 1964               | 1971                |
| Allan Blakeney        | Nowa Demokratyczna Partia Kanady               | 1971               | 1982                |
| Grant Devine          | Progresywno-Konserwatywna Partia Saskatchewanu | 1982               | 1991                |
| Roy Romanow           | Nowa Demokratyczna Partia Kanady               | 1991               | 2001                |
| Lorne Calvert         | Nowa Demokratyczna Partia Kanady               | 2001               |                     |

### Wyspa Księcia Edwarda
| Nazwisko                                  | Przynależność partyjna                     | Rok objęcia urzędu                       | Rok złożenia urzędu                      |
| Premierzy Dominium Wyspy Księcia Edwarda  | Premierzy Dominium Wyspy Księcia Edwarda   | Premierzy Dominium Wyspy Księcia Edwarda | Premierzy Dominium Wyspy Księcia Edwarda |
| ----------------------------------------- | ------------------------------------------ | ---------------------------------------- | ---------------------------------------- |
| George Coles                              | Liberalna Partia Wyspy Księcia Edwarda     | 1851                                     | 1854                                     |
| John Holl                                 | Konserwatywna Partia Wyspy Księcia Edwarda | 1854                                     | 1855                                     |
| George Coles                              | Liberalna Partia Wyspy Księcia Edwarda     | 1855                                     | 1859                                     |
| Edward Palmer                             | Konserwatywna Partia Wyspy Księcia Edwarda | 1859                                     | 1863                                     |
| John Hamilton Gray                        | Konserwatywna Partia Wyspy Księcia Edwarda | 1863                                     | 1865                                     |
| James Colledge Pope                       | Konserwatywna Partia Wyspy Księcia Edwarda | 1865                                     | 1867                                     |
| George Coles                              | Liberalna Partia Wyspy Księcia Edwarda     | 1867                                     | 1869                                     |
| Joseph Hensley                            | Liberalna Partia Wyspy Księcia Edwarda     | 1869                                     | 1869                                     |
| Robert Poore Haythorne                    | Liberalna Partia Wyspy Księcia Edwarda     | 1869                                     | 1870                                     |
| James Colledge Pope                       | Konserwatywna Partia Wyspy Księcia Edwarda | 1870                                     | 1870                                     |
| Robert Poore Haythorne                    | Liberalna Partia Wyspy Księcia Edwarda     | 1871                                     | 1873                                     |
| James Colledge Pope                       | Konserwatywna Partia Wyspy Księcia Edwarda | 1873                                     | 1873                                     |
| Premierzy Prowincji Wyspy Księcia Edwarda |                                            |                                          |                                          |
| Lemuel Cambridge Owen                     | Konserwatywna Partia Wyspy Księcia Edwarda | 1873                                     | 1876                                     |
| Louis Henry Davies                        | Liberalna Partia Wyspy Księcia Edwarda     | 1876                                     | 1879                                     |
| William Wilfred Sullivan                  | Konserwatywna Partia Wyspy Księcia Edwarda | 1879                                     | 1889                                     |
| Neil MacLeod                              | Konserwatywna Partia Wyspy Księcia Edwarda | 1889                                     | 1891                                     |
| Frederick Peters                          | Liberalna Partia Wyspy Księcia Edwarda     | 1891                                     | 1897                                     |
| Alexander B. Warburton                    | Liberalna Partia Wyspy Księcia Edwarda     | 1897                                     | 1898                                     |
| Donald Farquharson                        | Liberalna Partia Wyspy Księcia Edwarda     | 1898                                     | 1901                                     |
| Arthur Peters                             | Liberalna Partia Wyspy Księcia Edwarda     | 1901                                     | 1908                                     |
| Francis Longworth Haszard                 | Liberalna Partia Wyspy Księcia Edwarda     | 1908                                     | 1911                                     |
| H. James Palmer                           | Liberalna Partia Wyspy Księcia Edwarda     | 1911                                     | 1911                                     |
| John A. Mathieson                         | Konserwatywna Partia Wyspy Księcia Edwarda | 1911                                     | 1917                                     |
| Aubin E. Arsenault                        | Konserwatywna Partia Wyspy Księcia Edwarda | 1917                                     | 1919                                     |
| John Howatt Bell                          | Liberalna Partia Wyspy Księcia Edwarda     | 1919                                     | 1923                                     |
| James D. Stewart                          | Konserwatywna Partia Wyspy Księcia Edwarda | 1923                                     | 1927                                     |
| Albert C. Saunders                        | Liberalna Partia Wyspy Księcia Edwarda     | 1927                                     | 1930                                     |
| Walter M. Lea                             | Liberalna Partia Wyspy Księcia Edwarda     | 1930                                     | 1931                                     |
| James D. Stewart                          | Konserwatywna Partia Wyspy Księcia Edwarda | 1931                                     | 1933                                     |
| William J. P. MacMillan                   | Konserwatywna Partia Wyspy Księcia Edwarda | 1933                                     | 1935                                     |
| Walter M. Lea                             | Liberalna Partia Wyspy Księcia Edwarda     | 1935                                     | 1936                                     |
| Thane A. Campbell                         | Liberalna Partia Wyspy Księcia Edwarda     | 1936                                     | 1943                                     |
| J. Walter Jones                           | Liberalna Partia Wyspy Księcia Edwarda     | 1943                                     | 1953                                     |
| Alex W. Matheson                          | Liberalna Partia Wyspy Księcia Edwarda     | 1953                                     | 1959                                     |
| Walter R. Shaw                            | Konserwatywna Partia Wyspy Księcia Edwarda | 1959                                     | 1966                                     |
| Alexander B. Campbell                     | Liberalna Partia Wyspy Księcia Edwarda     | 1966                                     | 1966                                     |
| W. Bennett Campbell                       | Liberalna Partia Wyspy Księcia Edwarda     | 1966                                     | 1979                                     |
| J. Angus MacLean                          | Konserwatywna Partia Wyspy Księcia Edwarda | 1979                                     | 1981                                     |
| James M. Lee                              | Konserwatywna Partia Wyspy Księcia Edwarda | 1981                                     | 1986                                     |
| Joseph A. Ghiz                            | Liberalna Partia Wyspy Księcia Edwarda     | 1986                                     | 1993                                     |
| Catherine S. Callbeck                     | Liberalna Partia Wyspy Księcia Edwarda     | 1993                                     | 1996                                     |
| Keith Milligan                            | Liberalna Partia Wyspy Księcia Edwarda     | 1996                                     | 1996                                     |
| Pat Binns                                 | Konserwatywna Partia Wyspy Księcia Edwarda | 1996                                     | 2007                                     |
| Robert Ghiz                               | Liberalna Partia Wyspy Księcia Edwarda     | 2007                                     |                                          |

## Premierzy poszczególnych terytoriów

### Nunavut
| Nazwisko    | Rok objęcia urzędu | Rok złożenia urzędu |
| ----------- | ------------------ | ------------------- |
| Paul Okalik | 1999               |                     |

### Terytoria Północno-Zachodnie

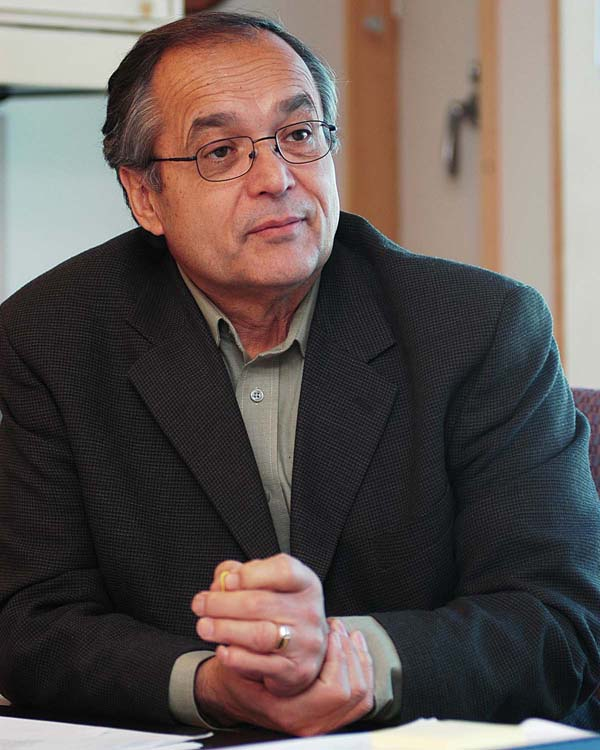
The Honourable Joe Handley

| Nazwisko                              | Rok objęcia urzędu | Rok złożenia urzędu |
| ------------------------------------- | ------------------ | ------------------- |
| Frederick Haultain                    | 1897               | 1905                |
| Terytorium zarządzane przez komisarza |                    |                     |
| George Braden                         | 1980               | 1984                |
| Richard Nerysoo                       | 1984               | 1985                |
| Nick Sibbeston                        | 1985               | 1987                |
| Dennis Patterson                      | 1987               | 1991                |
| Nellie Cournoyea                      | 1991               | 1995                |
| Don Morin                             | 1995               | 1998                |
| James Antoine                         | 1998               | 2000                |
| Stephen Kakfwi                        | 2000               | 2003                |
| Joe Handley                           | 2003               |                     |

### Yukon
| Nazwisko       | Przynależność partyjna                  | Rok objęcia urzędu | Rok złożenia urzędu |
| -------------- | --------------------------------------- | ------------------ | ------------------- |
| Chris Pearson  | Progressive Conservative Party of Yukon | 1978               | 1985                |
| Willard Phelps | Progressive Conservative Party of Yukon | 1985               | 1985                |
| Tony Penikett  | New Democratic Party of Kanada          | 1985               | 1992                |
| John Ostashek  | Yukon Party                             | 1992               | 1996                |
| Piers McDonald | New Democratic Party of Kanada          | 1996               | 2000                |
| Pat Duncan     | Yukon Liberal Party                     | 2000               | 2002                |
| Dennis Fentie  | Yukon Party                             | 2002               |                     |